# Simrishamn
Simrishamn es una ciudad en el municipio de Simrishamn en el sudeste de Escania, en Suecia. Simrishamn, es una pintoresca ciudad en la costa del mar Báltico.

## Galería

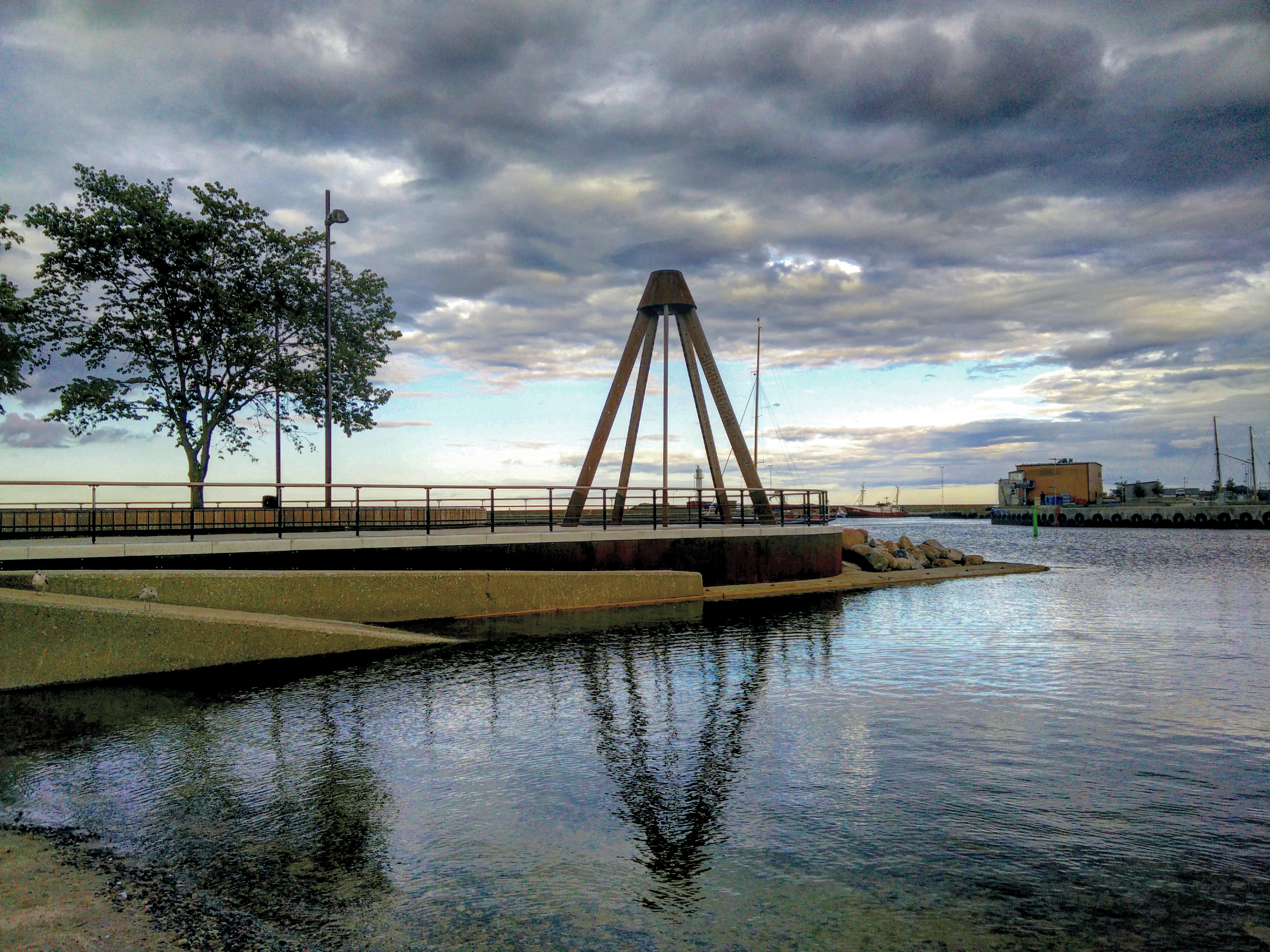
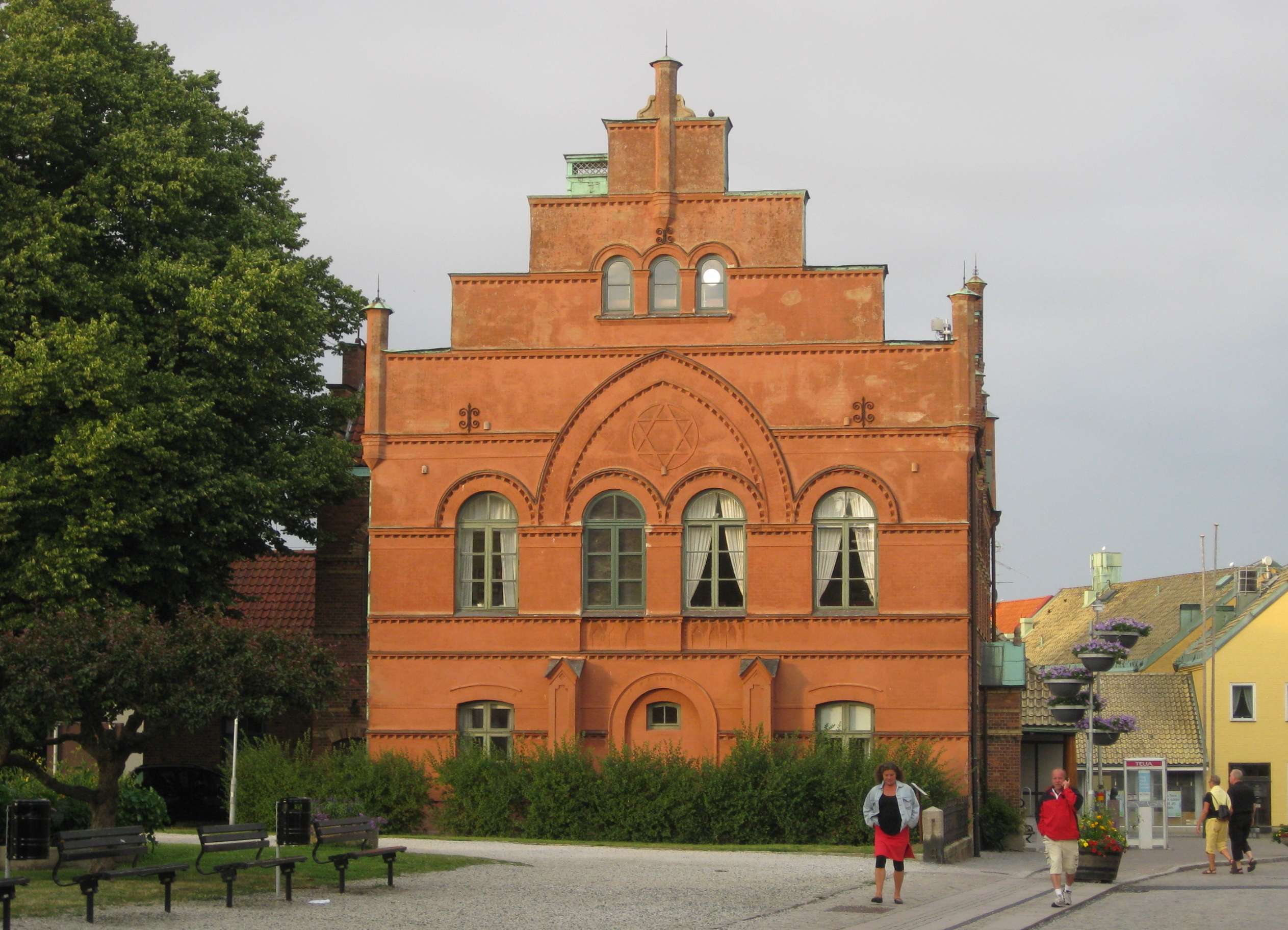
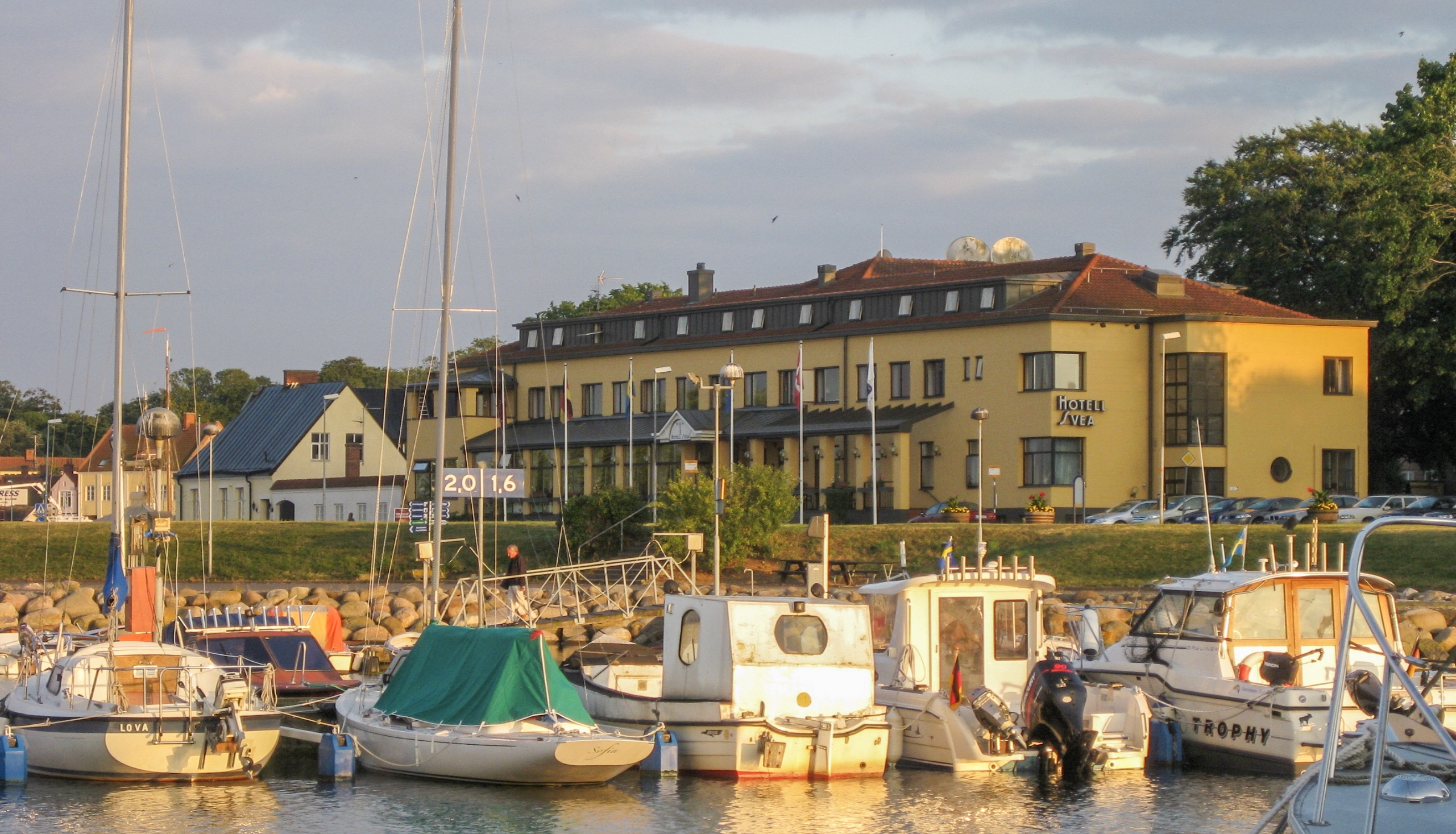
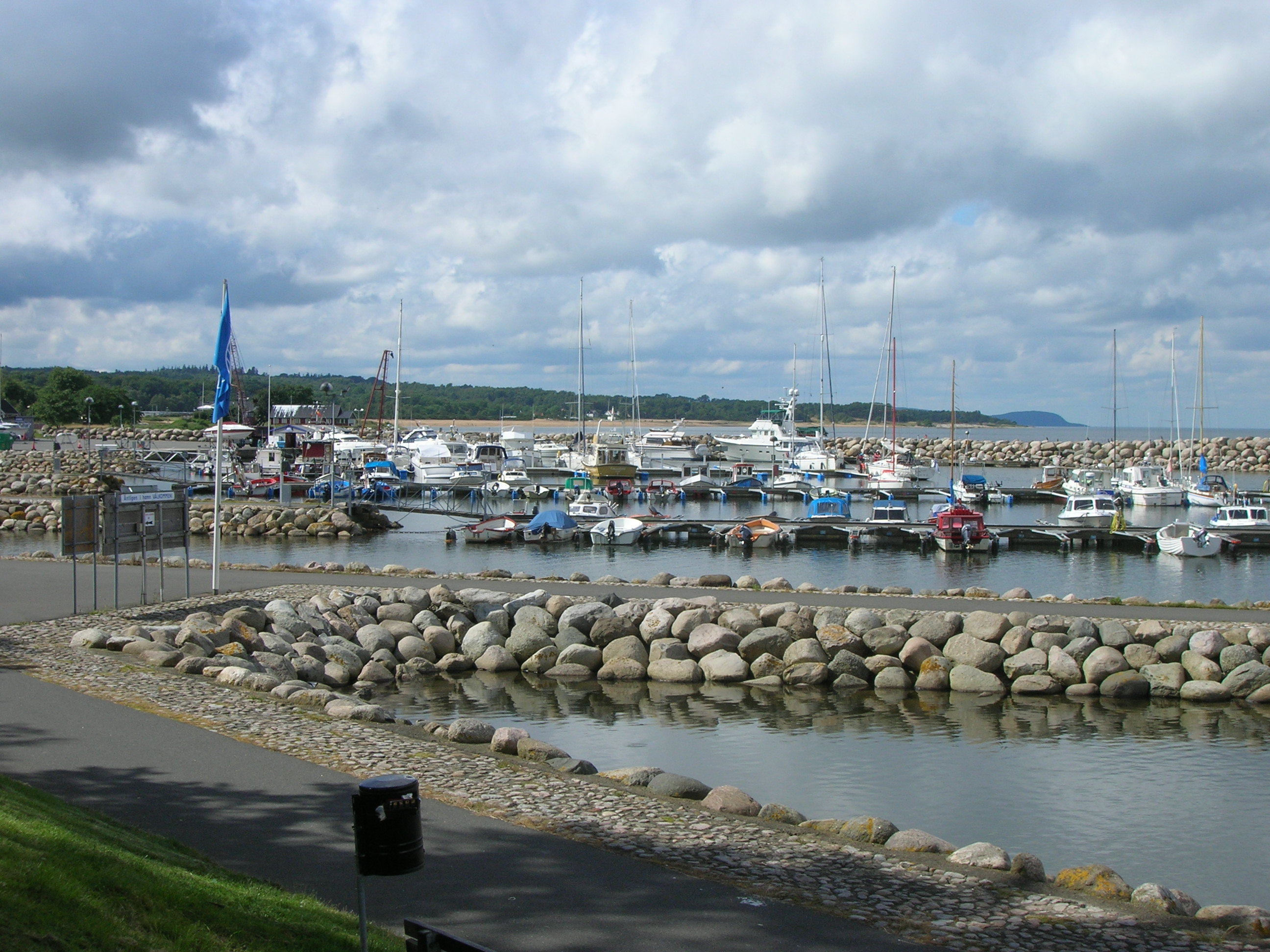
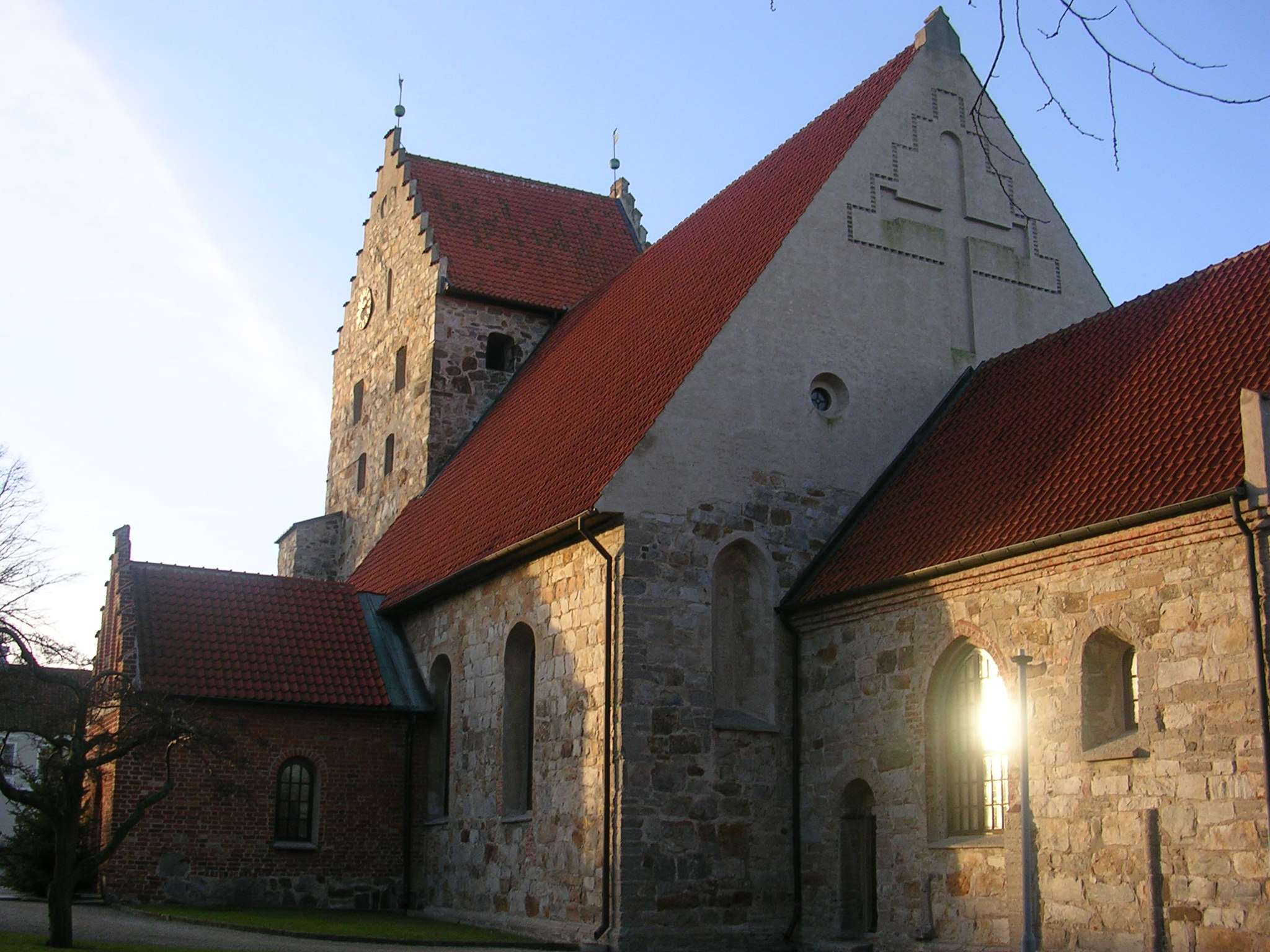
Iglesia medieval de San Nicolás